# Hylaeus haemorrhous
Hylaeus haemorrhous är en biart som först beskrevs av Raymond Benoist 1946.  Hylaeus haemorrhous ingår i släktet citronbin, och familjen korttungebin. Inga underarter finns listade i Catalogue of Life.